# Timur Džabrailov
Timur Mamedovič Džabrailov (in russo Тимур Мамедович Джабраилов?; Staraja Sunža, 5 agosto 1973) è un dirigente sportivo ed ex calciatore russo, di ruolo difensore.

## Palmarès

### Club

#### Competizioni nazionali
- Coppa di Russia: 1

Terek Groznyj: 2003-2004